# Три сестри (Австралія)
33°44′08″ пд. ш. 150°18′52″ сх. д. / 33.735555555556° пд. ш. 150.31444444444° сх. д.
Три Сестри (англ. The Three Sisters) — скельне утворення в Австралії, штат Новий Південний Уельс, Блакитні гори, національний парк Блу-Маунтінс.

## Опис

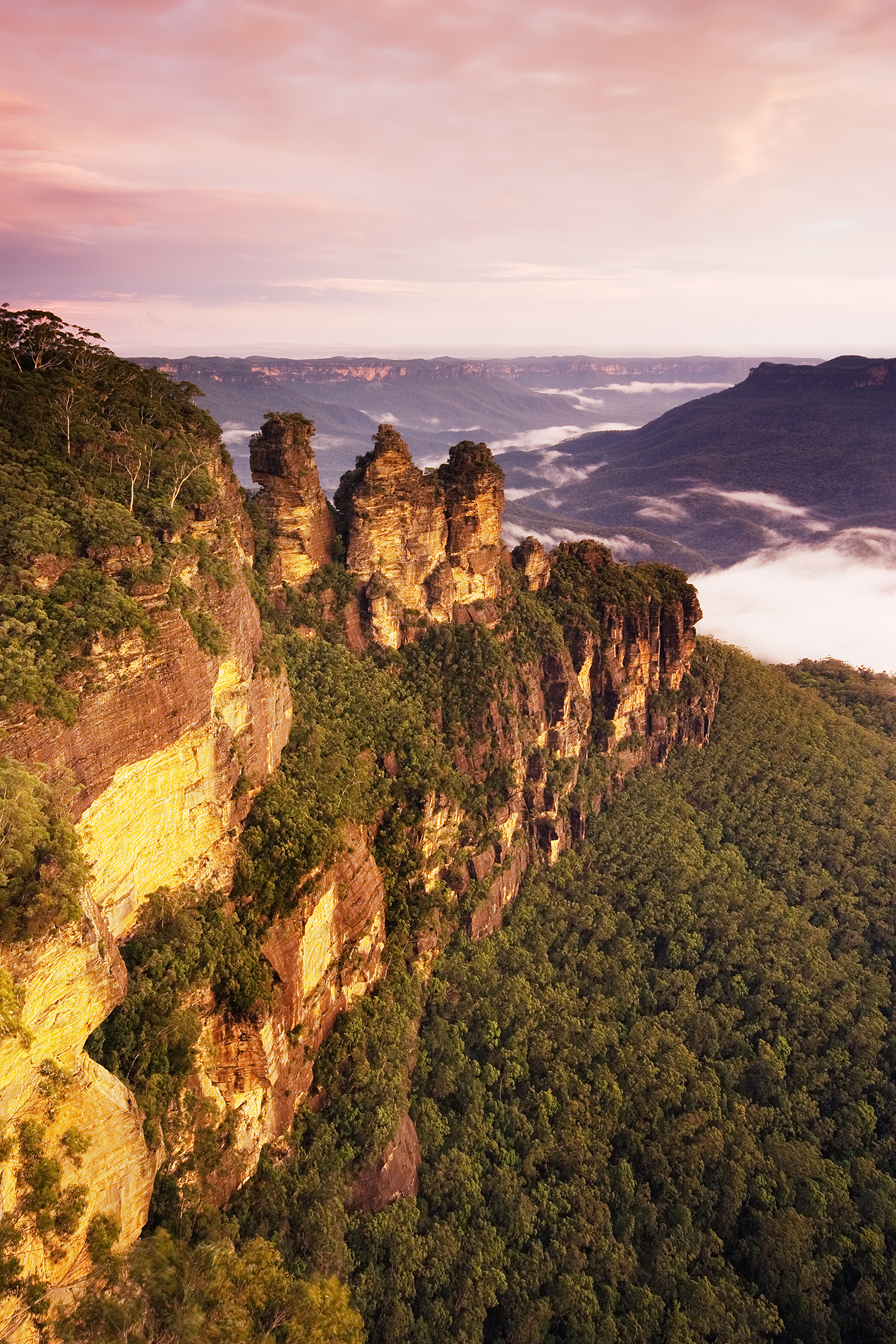
Три Сестри (вид під час заходу сонця)

Три Сестри — це три скельних пікових утворення, кожне з яких має власні імена: Міхні (висотою 922 м), Вімла (висотою 918 м) і Ганнеду (висотою 906 м). Вони підносяться над долиною Джемісон й розташовані на відстані 0,5 км від міста Катумба .
Скелі утворені з м'якого пісковика й набули свого нинішнього вигляду внаслідок багатовікової ерозії.
До Сестер ведуть «Гігантські сходи», що складаються із понад 800 сходинок.

## Легенда
Жило колись в долині Джемісон плем'я Катумба, і було в цьому племені три сестри: Міхні, Вімла і Ганнеду. Одного разу закохалися вони в трьох братів із сусіднього племені Непін, але закони племен не дозволили їм одружитися. Тоді юнаки викрали сестер, і почалася між племенами кривава битва, а шаман Катумба перетворив дівчат на скелі, щоб їм ніхто не міг заподіяти шкоди. Але загинув в тому бою шаман, битва закінчилася, а повернути сестер назад так ніхто і не зміг.— 

Ця легенда видається за справжній фольклор аборигенів, однак доктор Мартін Томас у своїй книзі The artificial horizon: imagining the Blue Mountains стверджує, що вона була складена не раніше кінця 1920-тих років жителем Катумба Мелом Вардом для залучення у ці краї туристів.
Існує й інша варіація легенди, згідно з якою, сестер зачарував батько-шаман, щоб уберегти їх від чудовиська. Після того, як чудовисько почало гнатися за шаманом, той, рятуючись, перетворився на лірохвоста, але при цьому втратив свою чарівну кістку, без якої так і не зміг повернути своїм дочкам людську подобу.